# Хаканиеми (квартал)
Вижте пояснителната страница за други значения на Хаканиеми.
Хаканиеми (на шведски: Hagnäs), (на фински: Hakaniemi) е неофициален квартал в Хелзинки. В днешно време се счита, че се намира в централната част на Хелзинки.
Исторически кварталът се свързва с работническата класа и работническите асоциации. В последните години обаче, цената на животът в квартала е почти изравнена с централната градска част на Хелзинки. Кварталът е известен със своя оживен пазар, ориенталски магазини за хранителни стоки с голямо разнообразие от азиатски вносни продукти, седалищата на: сидикални организации, социалдемократическа партия на Филнандия - сред най-големите партии във Финландия, Левият Алианс на Финландия, партия Хелзинки и хотел Хилтън. Известните сгради включват сградите: "Ympyrätalo" (проектирана от Kaija Siren и Kaija Sirén през 1968), "Hakaniemi Market Hall" (проектирана от Karl Hård af Segerstad през 1914)